# HP Pavilion (datorserie)

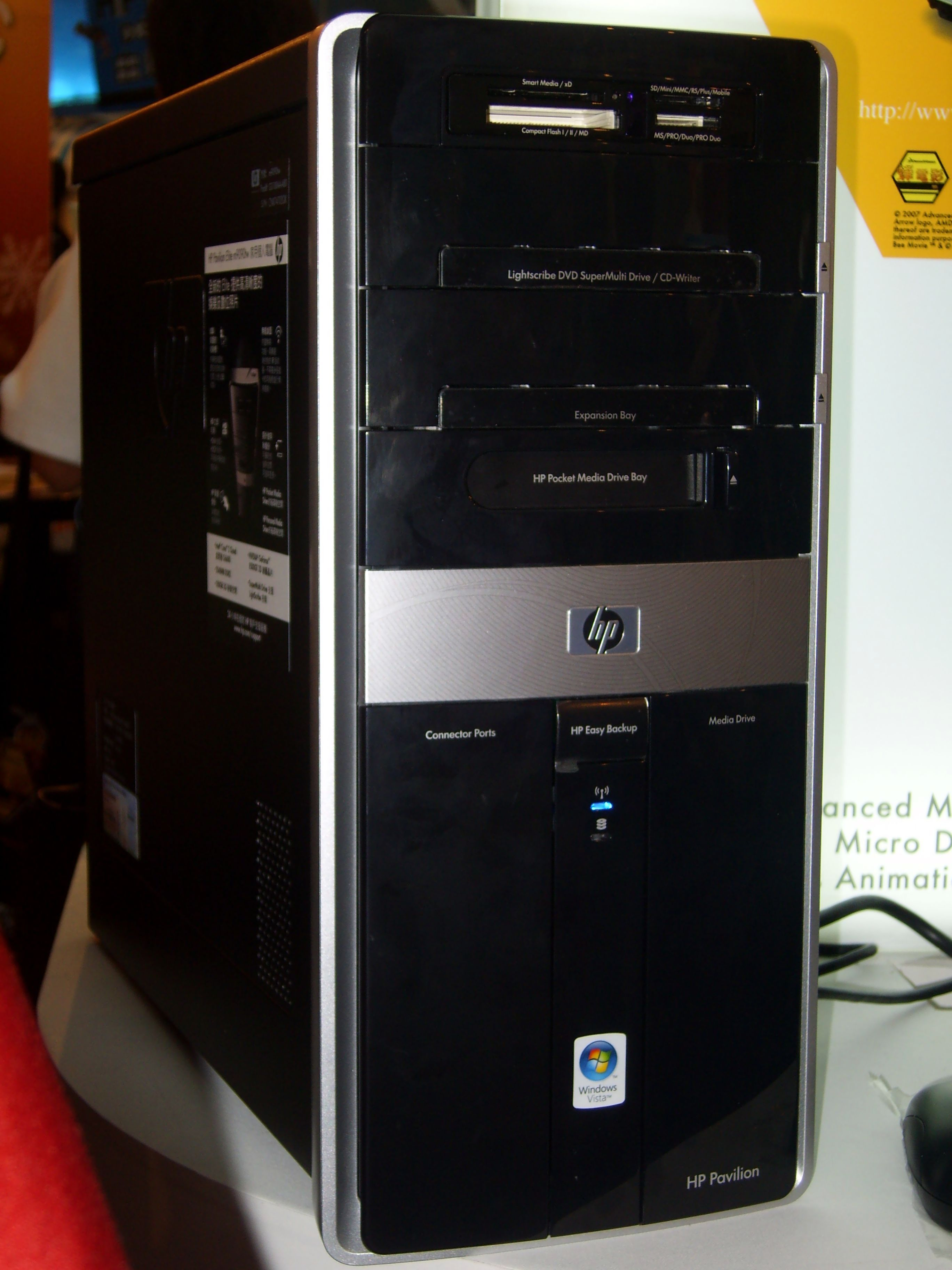
HP Pavilion a6036tw.

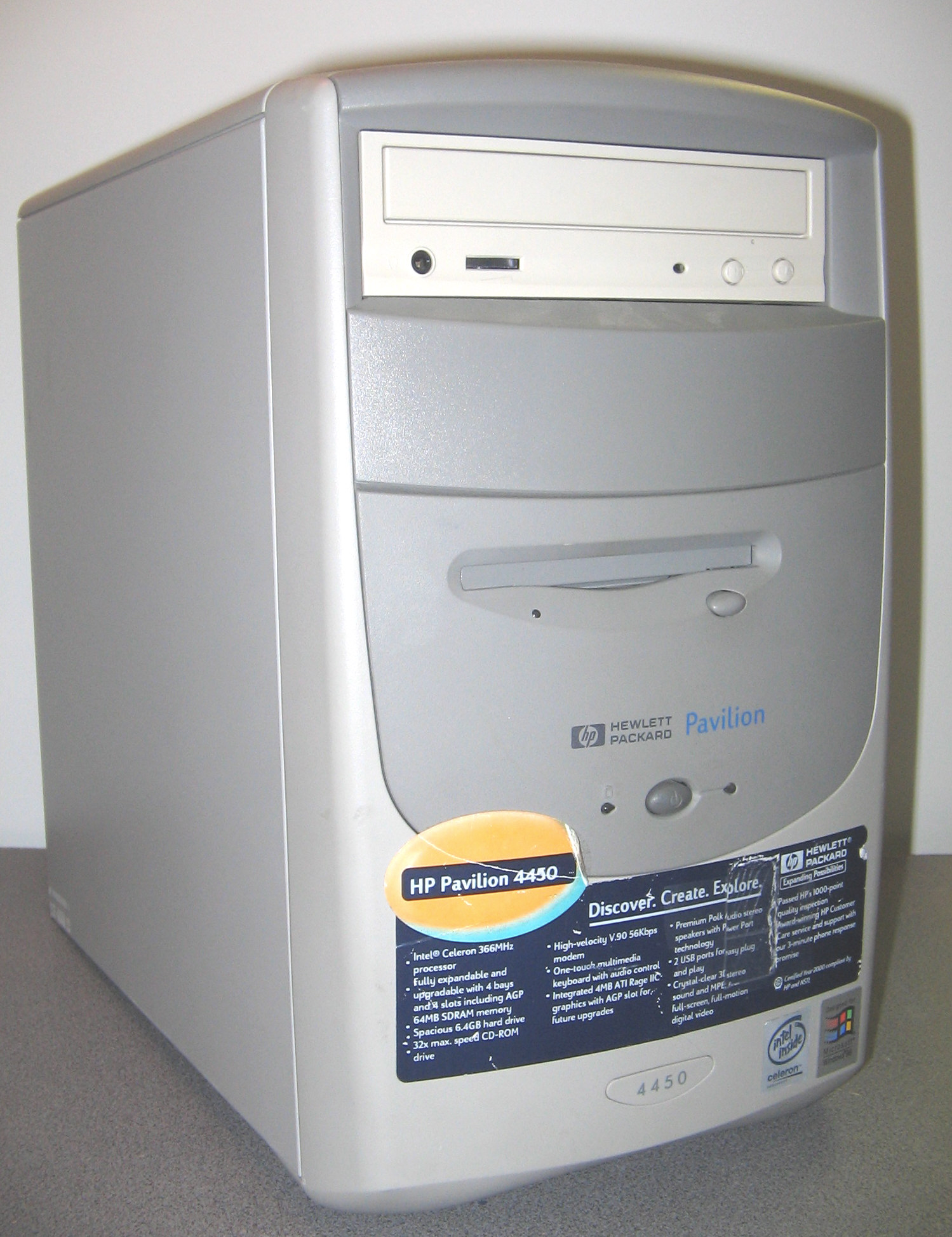
HP Pavilion 4450 (år 1999) Intel Celeron 366MHz.

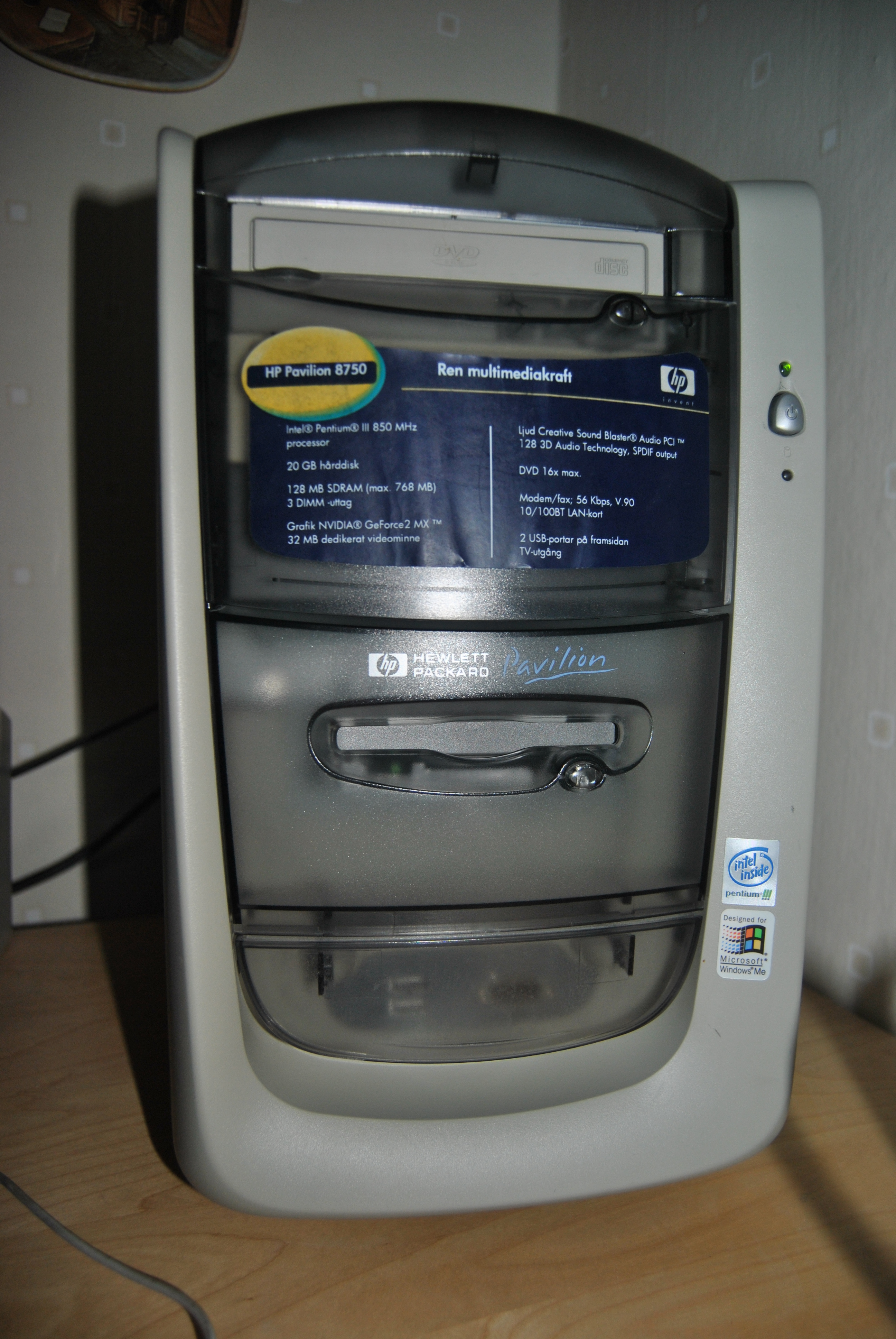
HP Pavilion 8750 (år 2000/2001).

HP Pavilion är en aktiv datorserie med 24 års bakgrund och historia som introducerades av Hewlett-Packard 1995 och som än idag utvecklas och produceras.
I serien ingår både bärbara och stationära datorer, främst för hemmabruk.

## Den första HP Pavilion-datorn
HP Pavilion 5030 var HP:s första multimediadator designad speciellt för hemmabruk. Datorn innehöll en 75 MHz Intel Pentium processor, 8 MB RAM och en hårddisk på 850 MB. Datorn var utrustad med en cd-ROM-läsare och högtalare och levererades med Windows 95.

## HP Pavilion 8700 Desktop PC series
HP Pavilion 8700 Desktop PC series är en serie stationära datorer ur HP Pavilion-serien för persondatorer avsedda för hemmabruk. Den lanserades under sent 1990-tal ca. 1999 fram till 2001 i USA och Europa. 

## Kritik
HP fick kritik för denna datorserie i början av 2000-talet, den jämfördes alltför mycket med Dell Dimension 8100. Frågor kom angående det höga priset och varför HP fortsatte med Pentium III och inte använde Pentium 4-processorn som DELL gjort (Dell introducerade Dell Dimension 8100 exakt samtidigt då Pentium 4 kommit första gången). HP fortsatte även att köra datorerna med Windows Me. Trots detta hade DELL som stod i konkurrens med HP, kört med Pentium 4, 1500 MHz processorer och sålt sina flesta datorer med Windows 2000-licenser.

## 400 och 700-serien
Kritiken på "HP Pavilion 8700 Desktop PC series" åtgärdades med 400 och 700 serien (2002-2003). Och 400-serien var svagare datorer men billigare.
HP Pavilion levererades med Windows XP och Pentium 4.
Ett exempel på dator av 700-serien var Hp pavilion 793, intel pentium 4 (På 3.06 Ghz), 512 mb ram, 80 gb hårddisk, 64 mb videominne, dvd (16 x), Bluetooth och 6 usb 2.0 portar. Dvd-brännare hade modell 773.

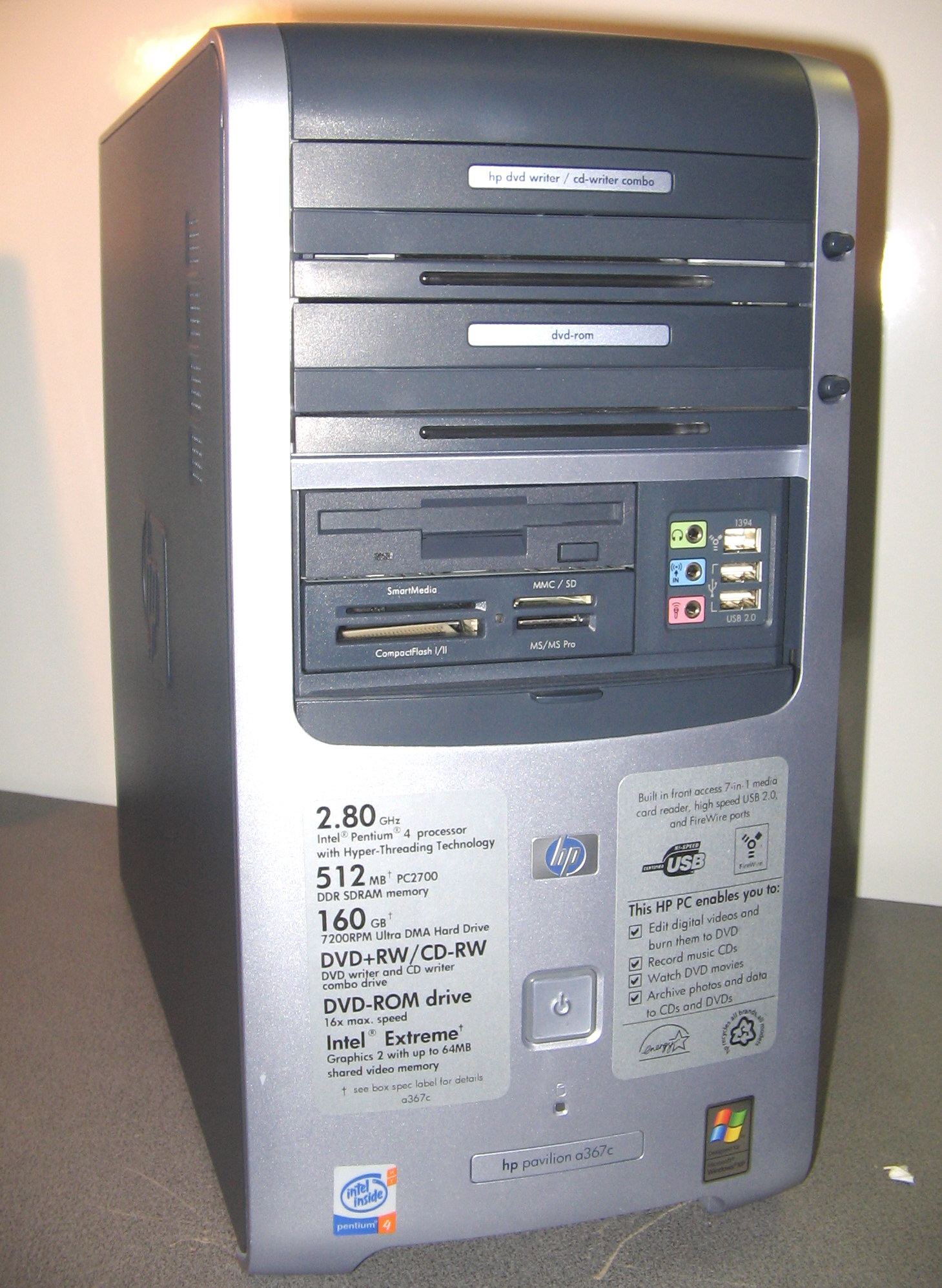
HP Pavilion 2003